# Bad Salzschlirf
Bad Salzschlirf é um município da Alemanha, situado no distrito de Fulda, no estado de Hesse. Tem 13,04 km² de área, e sua população em 2019 foi estimada em 3.436 habitantes.